# Conotrachelus nanus
Conotrachelus nanus – gatunek chrząszcza z rodziny ryjkowcowatych.

## Zasięg występowania
Ameryka Południowa, występuje w Brazylii.

## Budowa ciała
Ciało nieco wydłużone. Przednia krawędź pokryw znacznie szersza od przedplecza, boczne krawędzie równoległe niemal na całej długości. Na ich powierzchni wyraźne, podłużne, rzadkie żeberkowanie. Przedplecze okrągławe w zarysie, nieco wydłużone.